# Vanuatu vid världsmästerskapen i friidrott 2023
Vanuatu tävlade vid världsmästerskapen i friidrott 2023 i Budapest i Ungern mellan den 19 och 27 augusti 2023.

## Resultat
Vanuatus trupp bestod av en idrottare.

### Damer
Gång- och löpgrenar
| Idrottare   | Gren      | Försöksheat | Försöksheat | Semifinal        | Semifinal        | Final            | Final            |
| Idrottare   | Gren      | Resultat    | Placering   | Resultat         | Placering        | Resultat         | Placering        |
| ----------- | --------- | ----------- | ----------- | ---------------- | ---------------- | ---------------- | ---------------- |
| Chloe David | 100 meter | 12,88       | 7           | Gick inte vidare | Gick inte vidare | Gick inte vidare | Gick inte vidare |